# Claire McDowell
Claire McDowell (New York, 2 november 1877 - Hollywood, 23 oktober 1966) was een Amerikaans actrice. Ze verscheen tussen 1908 en 1945 in 360 films.
Ze overleed op 88-jarige leeftijd in Hollywood.

## Filmografie
- Central Airport (1933)
- The Big House (1930)
- A Little Journey (1927)
- The Shamrock Handicap (1926)
- Ben-Hur (1925)
- The Big Parade (1925)
- Dollar Down (1925)
- Thy Name Is Woman (1924)
- Love Never Dies (1921)
- Mother o' Mine (1921)
- The Mark of Zorro (1920)
- Something to Think About (1920)
- The Jack-Knife Man (1920)
- The Woman in the Suitcase (1920)
- The Feud (1919)
- The Empty Gun (1917)
- As It Happened (1915)
- Old Offenders (1915)
- Her Convert (1915)
- The Way Out (1915)
- Her Dormant Love (1915)
- Truth Stranger Than Fiction (1915)
- The Canceled Mortgage (1915)
- A Day's Adventure (1915)
- The Gambler's I.O.U. (1915)
- The Miser's Legacy (1915)
- The Sheriff's Dilemma (1915)
- The Heart of a Bandit (1915)
- Her Father's Silent Partner (1914)
- A Nest Unfeathered (1914)
- All for Science (1913)
- The Detective's Stratagem (1913)
- The Stopped Clock (1913)
- The Van Nostrand Tiara (1913)
- A Tender-Hearted Crook (1913)
- The Law and His Son (1913)
- The Stolen Treaty (1913)
- The Strong Man's Burden (1913)
- The Crook and the Girl (1913)
- I Was Meant for You (1913)
- Under the Shadow of the Law (1913)
- The Vengeance of Galora (1913)
- The Mirror (1913)
- A Gambler's Honor (1913)
- The Enemy's Baby (1913)
- A Gamble with Death (1913)
- The Switch Tower (1913)
- The Well (1913)
- The Ranchero's Revenge (1913)
- Olaf-An Atom (1913)
- The House of Darkness (1913)
- The Stolen Loaf (1913)
- The Tenderfoot's Money (1913)
- The Wanderer (1913)
- The Stolen Bride (1913)
- The Unwelcome Guest (1913)
- The Wrong Bottle (1913)
- A Misappropriated Turkey (1913)
- The Telephone Girl and the Lady (1913)
- The God Within (1912)
- A Cry for Help (1912)
- The New York Hat (1912)
- A Sailor's Heart (1912)
- In the Aisles of the Wild (1912)
- So Near, Yet So Far (1912)
- Two Daughters of Eve (1912)
- A Temporary Truce (1912)
- Under Burning Skies (1912)
- A Woman Scorned (1911)
- The Long Road (1911)
- The Making of a Man (1911)
- A Country Cupid (1911)
- The Primal Call (1911)
- The Broken Cross (1911)
- The Spanish Gypsy (1911)
- A Decree of Destiny (1911)
- What Shall We Do with Our Old? (1911)
- His Trust Fulfilled (1911)
- His Trust (1911)
- A Flash of Light (1910)

- Bibliothèque nationale de France: cb15125620x (data)
- Gemeinsame Normdatei: 1061954536
- International Standard Name Identifier: 0000 0000 2844 6355
- Library of Congress Control Number: n85376771
- SNAC: w6528hbs
- Virtual International Authority File: 22439660
- WorldCat: E39PBJh8VM897f99vDrk6MYHG3